# Republika Irlandzka
Republika Irlandzka (irl. Poblacht na hÉireann ) – nazwa jednostronnie ogłoszonego państwa irlandzkiego w 1916 r. i w latach 1919–1922.
Powstanie Republiki Irlandzkiej ogłoszono 24 kwietnia 1916 podczas powstania wielkanocnego. Wybrany w 1918 r. irlandzki parlament 21 stycznia 1919 uchwalił konstytucję i ogłosił niepodległość Irlandii. Deklarację niepodległości uznała jedynie Rosyjska FSRR. Mimo wielu zabiegów De Valery nie doszło do uznania republiki przez USA. Na czele rządu stał początkowo Cathal Brugha, a od 1 kwietnia 1919 Éamon de Valera.
Po deklaracji niepodległości rozpoczęła się regularna wojna z wojskami brytyjskimi. Republika Irlandzka była de facto dobrze działającym państwem podziemnym, z własną konstytucją, parlamentem, administracją, sądownictwem i armią (utworzona przez Michaela Collinsa Irlandzka Armia Republikańska). Jej władza nie obejmowała jednak całej wyspy, a ograniczała się do kilku porozrzucanych po całej wyspie ogniskach oporu przeciw Brytyjczykom.
W maju 1921 r. władze brytyjskie przeprowadziły wybory powszechne w Irlandii, jednak zgodnie z Government of Ireland Act utworzono odrębne administracje dla północnej i południowej części wyspy. Wygrane przez Sinn Féin wybory wymusiły uznanie przez władze Wielkiej Brytanii Éamona de Valery jako przywódcy rządu irlandzkiego, co doprowadziło do zawarcia rozejmu 9 lipca 1921. Pięć dni później rozpoczęto negocjacje w sprawie niepodległości Irlandii. Delegacja irlandzka pod przywództwem Michaela Collinsa nie spełniła jednak oczekiwań de Valery – zamiast pełnej niepodległości, uzyskano jedynie status dominium brytyjskiego, 6 północnych hrabstw pozostało pod rządami brytyjskimi, a król brytyjski nadal formalnie pozostawał głową państwa.
Na znak protestu 9 stycznia 1922 de Valera złożył urząd premiera. Jego następcą na tym stanowisku został Arthur Griffith, co doprowadziło do dwuwładzy na wyspie – Republika Irlandzka nie zakończyła swojej działalności, mimo że na mocy traktatu irlandzko-brytyjskiego utworzono już rząd Irlandii Południowej na czele z Michaelem Collinsem. Po śmierci Griffitha i Collinsa w sierpniu 1922 r. William Thomas Cosgrave połączył obie administracje. 6 grudnia 1922 powstało Wolne Państwo Irlandzkie.